# Лејк Вју (Алабама)
Лејк Вју (енгл. Lake View) град је у америчкој савезној држави Алабама. По попису становништва из 2010. у њему је живело 1.943 становника.

## Демографија
Према попису становништва из 2010. у граду је живело 1.943 становника, што је 586 (43,2%) становника више него 2000. године.
| Група             | 2000.         | 2010.         |
| Белци             | 1.319 (97,2%) | 1.816 (93,5%) |
| Афроамериканци    | 11 (0,8%)     | 81 (4,2%)     |
| Азијати           | 3 (0,2%)      | 14 (0,7%)     |
| Хиспаноамериканци | 3 (0,2%)      | 12 (0,6%)     |
| Укупно            | 1.357         | 1.943         |